# جووانی روفینی
جووانی روفینی (ایتالیایی: Giovanni Ruffini؛ ‏ ۲۰ سپتامبر ۱۸۰۷ – ۳ نوامبر ۱۸۸۱) یک نویسنده، و میهن‌پرست اهل پادشاهی ایتالیا بود.
از جمله کارهای او می‌توان به رمان دکتر آنتونیو اشاره کرد که آثار هنری گوناگونی برپایه آن ساخته شده‌است که از میان آنان می‌توان به فیلم دکتر آنتونیو اشاره کرد. وی همچنین نویسندهٔ نسخهٔ اولیهٔ اپرای دون پاسکوال (اثر گائتانو دونیزتی) نیز هست.